# Yasmine Petty
Yasmine Petty (* 21. prosince 1987, Kalifornie) je americká transgender modelka italského původu.

## Životopis
Petty většinou pracuje jako modelka pro módní přehlídky a časopisecké editoriály, dříve pracovala jako herečka a fotografka. Petty působí jako modelka na mezinárodních akcích, jako je New York Fashion Week, Italian Vogue nebo Life Ball. V roce 2014 byla Petty uvedena na obálce k pátému výročí časopisu C☆NDY spolu s dalšími třinácti transgender ženami – Janet Mock, Carmen Carrera, Geena Rocero, Isis King, Gisele Alicea, Leyna Ramous, Dina Marie, Nina Poon, Juliana Huxtable, Niki M'nray, Pêche Di, Carmen Xtravaganza a Laverne Cox. Petty studoval fotografii na International Center of Photography v New Yorku a módní design na De Anza College v kalifornském Cupertinu.

## Filmografie
- 2014: Dragula Yasmine Petty jako Milla a hot club girl (krátký film) Režie: Frank Meli & Adam Shankman

## Galerie

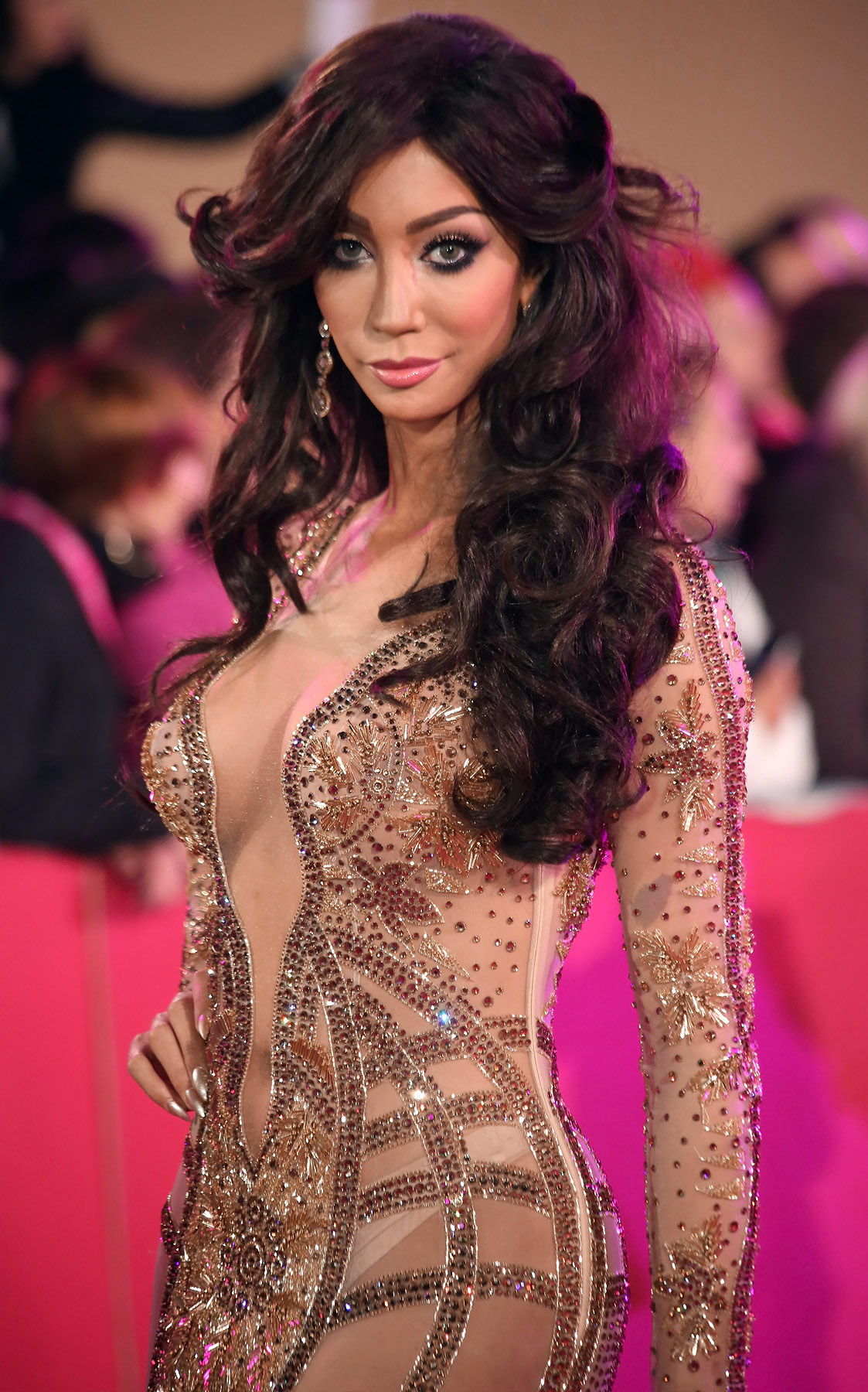
Life Ball 2013
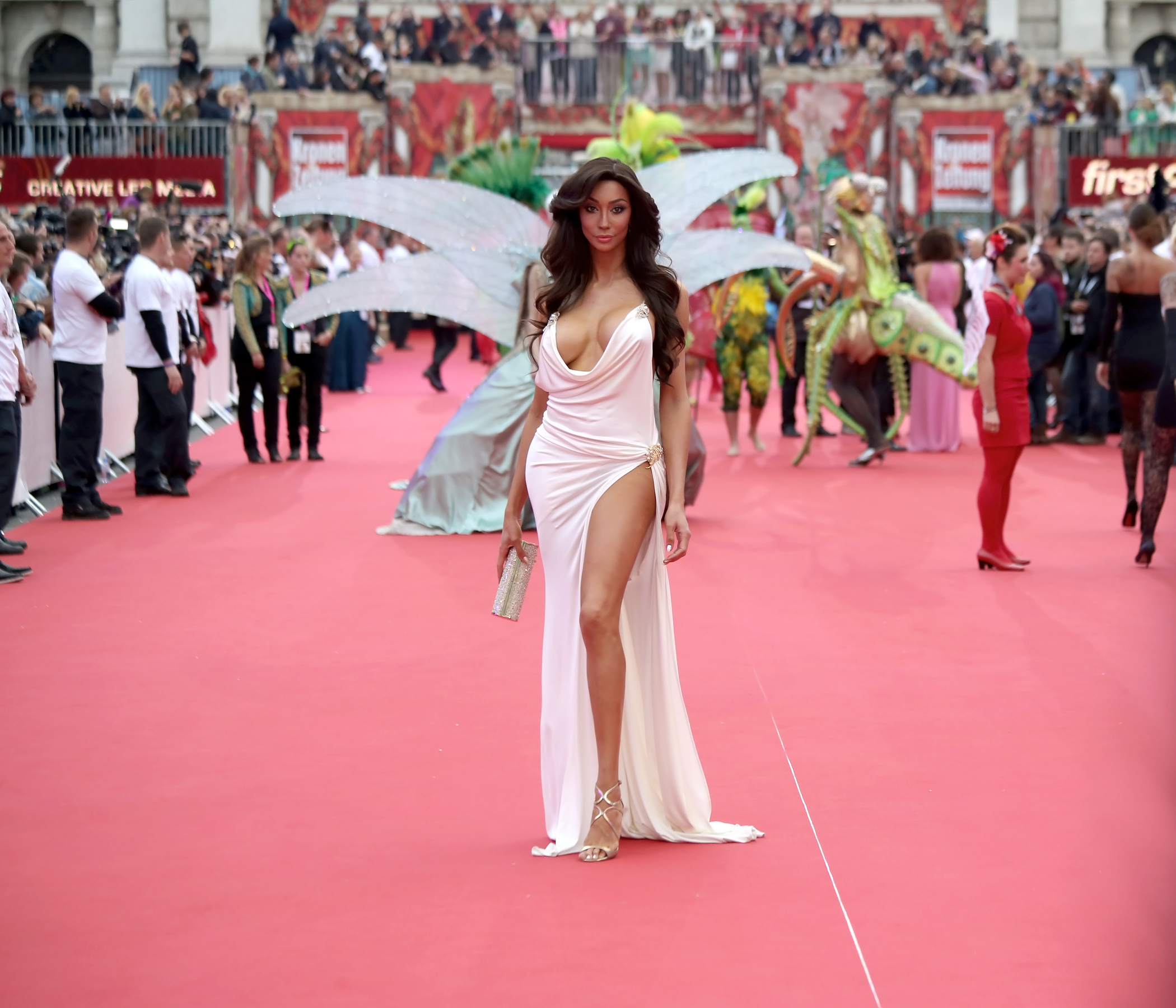
Life Ball 2014
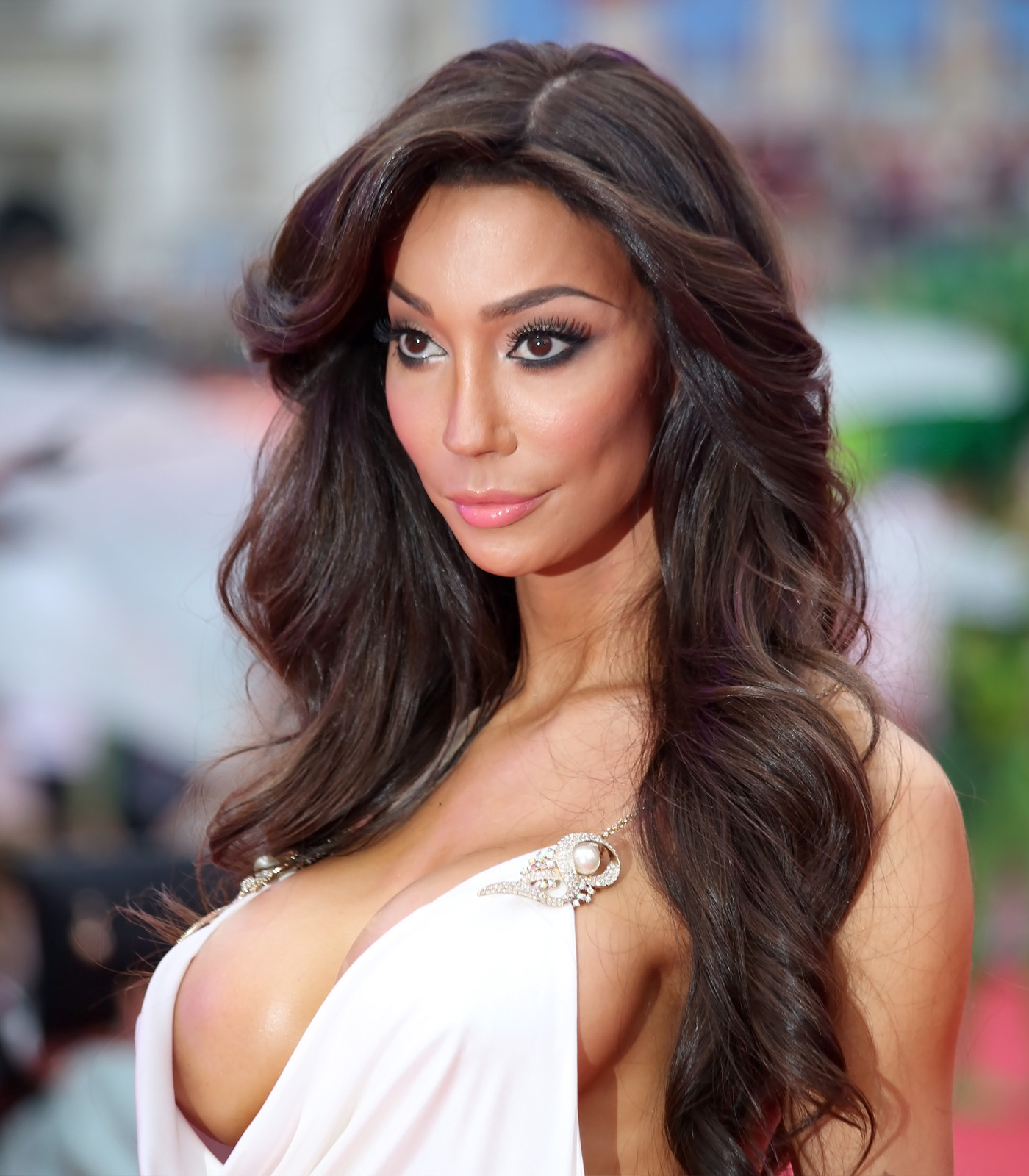
Life Ball 2014